# Saulxures-sur-Moselotte
Pour les articles homonymes, voir Saulxures et Moselotte (homonymie).
Saulxures-sur-Moselotte ([solsyːʁsyʁmozəlɔt] ) est une commune de moyenne montagne du Nord-Est de la France, dans le département des Vosges, ancien chef-lieu d'un canton de l'arrondissement d'Épinal. C'est l'une des villes-centres de l'unité urbaine de la Bresse. Elle fait partie de la communauté de communes des Hautes Vosges.
Ses habitants sont appelés les Saulxurons .

## Géographie

### Localisation
Située dans la vallée de la Moselotte, à 20 km de Remiremont, 12 km de La Bresse et 40 km de Thann.
Saulxures-sur-Moselotte fait partie de l'aire urbaine de La Bresse et de la communauté de communes des Hautes Vosges. En aval du Centre, au lieudit les Amias, une retenue de 9,6 hectares a été aménagée en 1998 sous le nom de lac de la Moselotte et s'entoure d'une base de loisirs et de nature.
Saulxures-sur-Moselotte est une des 198 communes composant le parc naturel régional des Ballons des Vosges,.
| Thiéfosse                  | Basse-sur-le-Rupt       | Cornimont |
| Thiéfosse Rupt-sur-Moselle | Saulxures-sur-Moselotte | Cornimont |
| Ferdrupt                   | Ramonchamp Le Ménil     | Le Ménil  |

### Géologie et relief
Le point culminant (1 005 m) de la commune est proche du sommet du Haut du Roc (1 015 m).
En 1867, la commune comptait 18 hameaux et deux écarts. L'habitat est très dispersé, avec les hameaux des Longènes et de la Médelle en amont, des Amias et des Graviers en aval. De plus, les adrets ont vu l'installation de fermes de quelques hectares, notamment au Rupt de Bâmont et aux Tayeux. Certaines ont été transformées depuis en résidences secondaires. L'ubac est majoritairement boisé (forêt du Géhan), mais un élevage de bovins perdure à l'Envers des Graviers.

### Sismicité
La commune est classée en zone de sismicité modérée,.

### Hydrographie
La commune est située dans le bassin versant du Rhin au sein du bassin Rhin-Meuse. Elle est drainée par la Moselotte, Rupt de Bamont, le ruisseau de Morbieux, le ruisseau des Amias, le ruisseau des Grettery et le ruisseau du Gehant,.
Hydrogéologie et climatologie : Système d’information pour la gestion des eaux souterraines du bassin Rhin-Meuse :
Territoire communal : Occupation du sol (CORINE LAND COVER); Cours d'eau (BD Carthage),
Géologie : Carte géologique; Coupes géologiques et techniques,
Hydrogéologie : Masses d'eau souterraine; BD LISA; Cartes piézométriques.
La Moselotte prend sa source sur la commune de La Bresse, à 1 280 mètres d’altitude, entre Hohneck (1 363 mètres) et Kastelberg (1 350 mètres), à proximité des sources de la Vologne et de la Meurthe et de la Crête supérieure des Vosges. Elle se jette dans la Moselle au niveau de la commune de Saint-Étienne-lès-Remiremont.
La commune dispose pour son alimentation en eau de 17 sources captées dénommées « Morbieux » et d'un puits communal alluvial.
À l'entrée aval de Saulxures-sur-Moselotte, une retenue de 9,6 hectares a été aménagée en 1998 sous le nom de lac de la Moselotte et s'entoure d'une base de loisirs.

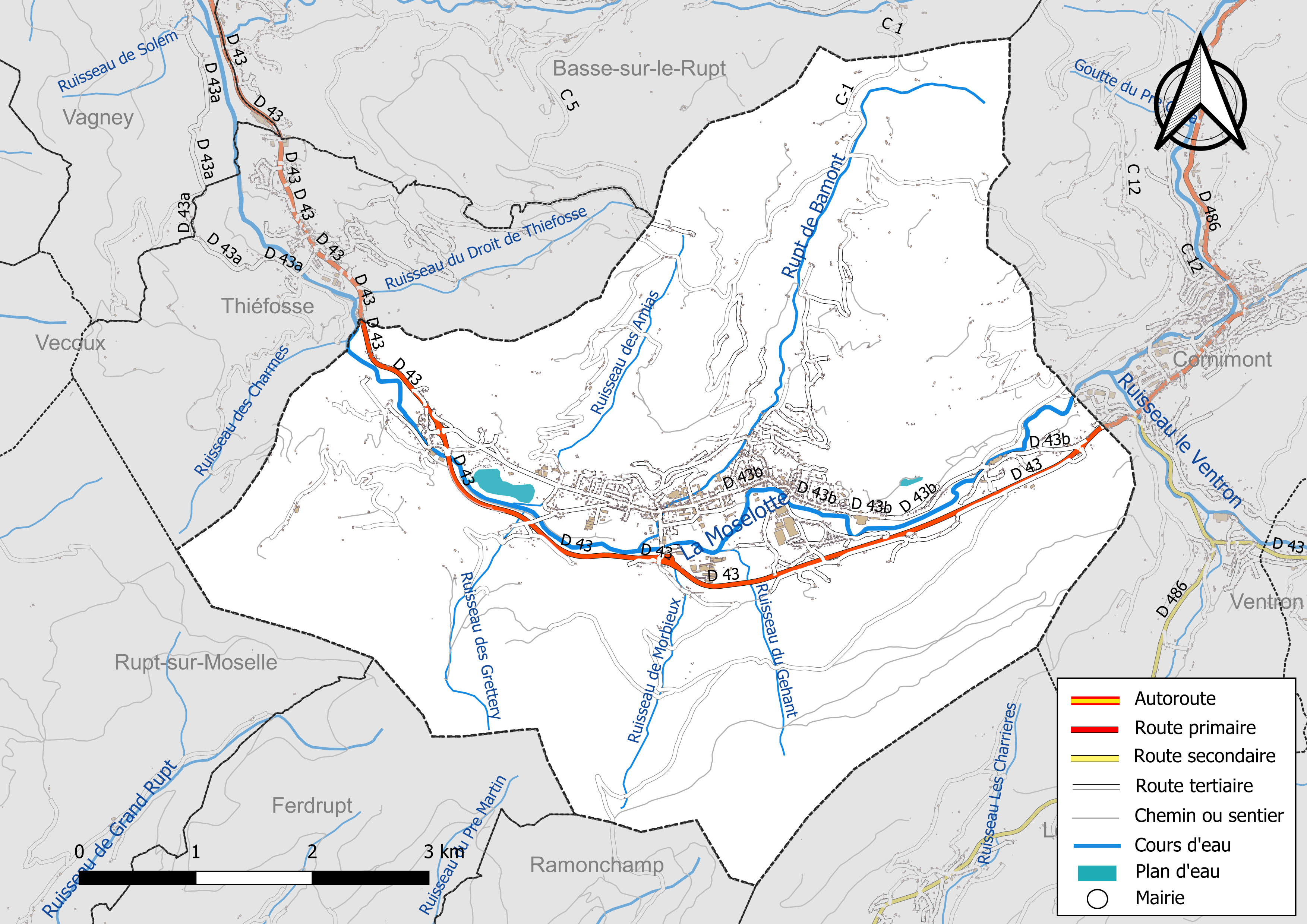
Réseaux hydrographique et routier de Saulxures-sur-Moselotte.

La qualité des cours d’eau peut être consultée sur un site dédié géré par les agences de l’eau et l’Agence française pour la biodiversité.

### Climat
Pour des articles plus généraux, voir Climat du Grand Est et Climat des Vosges.
En 2010, le climat de la commune est de type climat de montagne, selon une étude du Centre national de la recherche scientifique s'appuyant sur une série de données couvrant la période 1971-2000. En 2020, Météo-France publie une typologie des climats de la France métropolitaine dans laquelle la commune est exposée à un climat semi-continental et est dans la région climatique Vosges, caractérisée par une pluviométrie très élevée (1 500 à 2 000 mm/an) en toutes saisons et un hiver rude (moins de 1 °C).
Pour la période 1971-2000, la température annuelle moyenne est de 9,4 °C, avec une amplitude thermique annuelle de 17,1 °C. Le cumul annuel moyen de précipitations est de 1 663 mm, avec 14,8 jours de précipitations en janvier et 11 jours en juillet. Pour la période 1991-2020, la température moyenne annuelle observée sur la station météorologique de Météo-France la plus proche, « Basse-s-l-rupt », sur la commune de Basse-sur-le-Rupt à 4 km à vol d'oiseau, est de 10,7 °C et le cumul annuel moyen de précipitations est de 1 551,6 mm. 
La température maximale relevée sur cette station est de 39,3 °C, atteinte le 25 juillet 2019 ; la température minimale est de −18,1 °C, atteinte le 1er mars 2005,,.
| Mois                                  | jan.           | fév.           | mars           | avril         | mai           | juin          | jui.          | août         | sep.          | oct.          | nov.           | déc.           | année      |
| ------------------------------------- | -------------- | -------------- | -------------- | ------------- | ------------- | ------------- | ------------- | ------------ | ------------- | ------------- | -------------- | -------------- | ---------- |
| Température minimale moyenne (°C)     | −1             | −1,5           | 0,5            | 3,5           | 7,6           | 11,3          | 12,7          | 12,5         | 8,9           | 6,2           | 2,7            | 0,1            | 5,3        |
| Température moyenne (°C)              | 2,3            | 2,9            | 6,2            | 10,1          | 13,7          | 17,8          | 19,3          | 18,9         | 15,3          | 11,5          | 6,7            | 3,2            | 10,7       |
| Température maximale moyenne (°C)     | 5,6            | 7,3            | 12             | 16,7          | 19,8          | 24,3          | 25,8          | 25,2         | 21,7          | 16,7          | 10,6           | 6,3            | 16         |
| Record de froid (°C) date du record   | −15,4 07.01.17 | −17,8 07.02.12 | −18,1 01.03.05 | −8 08.04.03   | −2,1 07.05.19 | 0 03.06.06    | 4 03.07.11    | 3,9 30.08.09 | −0,7 29.09.02 | −6,7 29.10.12 | −10,6 30.11.10 | −18,1 20.12.09 | −18,1 2009 |
| Record de chaleur (°C) date du record | 15,8 16.01.20  | 23,8 27.02.19  | 26,3 31.03.21  | 29,7 28.04.12 | 32,4 25.05.09 | 37,9 26.06.19 | 39,3 25.07.19 | 39 12.08.03  | 33,9 14.09.20 | 28,1 16.10.17 | 23,8 08.11.15  | 16,1 24.12.12  | 39,3 2019  |
| Précipitations (mm)                   | 179,5          | 133,1          | 124            | 87,5          | 128,3         | 105           | 102,4         | 125,2        | 92,3          | 138,4         | 144,8          | 191,1          | 1 551,6    |

| Diagramme climatique                                  |              |          |             |              |             |               |               |             |              |              |             |
| J                                                     | F            | M        | A           | M            | J           | J             | A             | S           | O            | N            | D           |
| 5,6−1179,5                                            | 7,3−1,5133,1 | 120,5124 | 16,73,587,5 | 19,87,6128,3 | 24,311,3105 | 25,812,7102,4 | 25,212,5125,2 | 21,78,992,3 | 16,76,2138,4 | 10,62,7144,8 | 6,30,1191,1 |
| Moyennes : • Temp. maxi et mini °C • Précipitation mm |              |          |             |              |             |               |               |             |              |              |             |

Les paramètres climatiques de la commune ont été estimés pour le milieu du siècle (2041-2070) selon différents scénarios d'émission de gaz à effet de serre à partir des nouvelles projections climatiques de référence DRIAS-2020. Ils sont consultables sur un site dédié publié par Météo-France en novembre 2022.

## Urbanisme

### Typologie
Au 1er janvier 2024, Saulxures-sur-Moselotte est catégorisée bourg rural, selon la nouvelle grille communale de densité à sept niveaux définie par l'Insee en 2022.
Elle appartient à l'unité urbaine de La Bresse, une agglomération intra-départementale regroupant quatre  communes, dont elle est ville-centre,,. La commune est en outre hors attraction des villes,.

### Occupation des sols
L'occupation des sols de la commune, telle qu'elle ressort de la base de données européenne d’occupation biophysique des sols Corine Land Cover (CLC), est marquée par l'importance des forêts et milieux semi-naturels (71,8 % en 2018), une proportion identique à celle de 1990 (71,8 %). La répartition détaillée en 2018 est la suivante : 
forêts (67,8 %), prairies (18,6 %), zones urbanisées (5,9 %), milieux à végétation arbustive et/ou herbacée (4 %), zones agricoles hétérogènes (2,8 %), espaces verts artificialisés, non agricoles (0,8 %). L'évolution de l’occupation des sols de la commune et de ses infrastructures peut être observée sur les différentes représentations cartographiques du territoire : la carte de Cassini (XVIIIe siècle), la carte d'état-major (1820-1866) et les cartes ou photos aériennes de l'IGN pour la période actuelle (1950 à aujourd'hui).

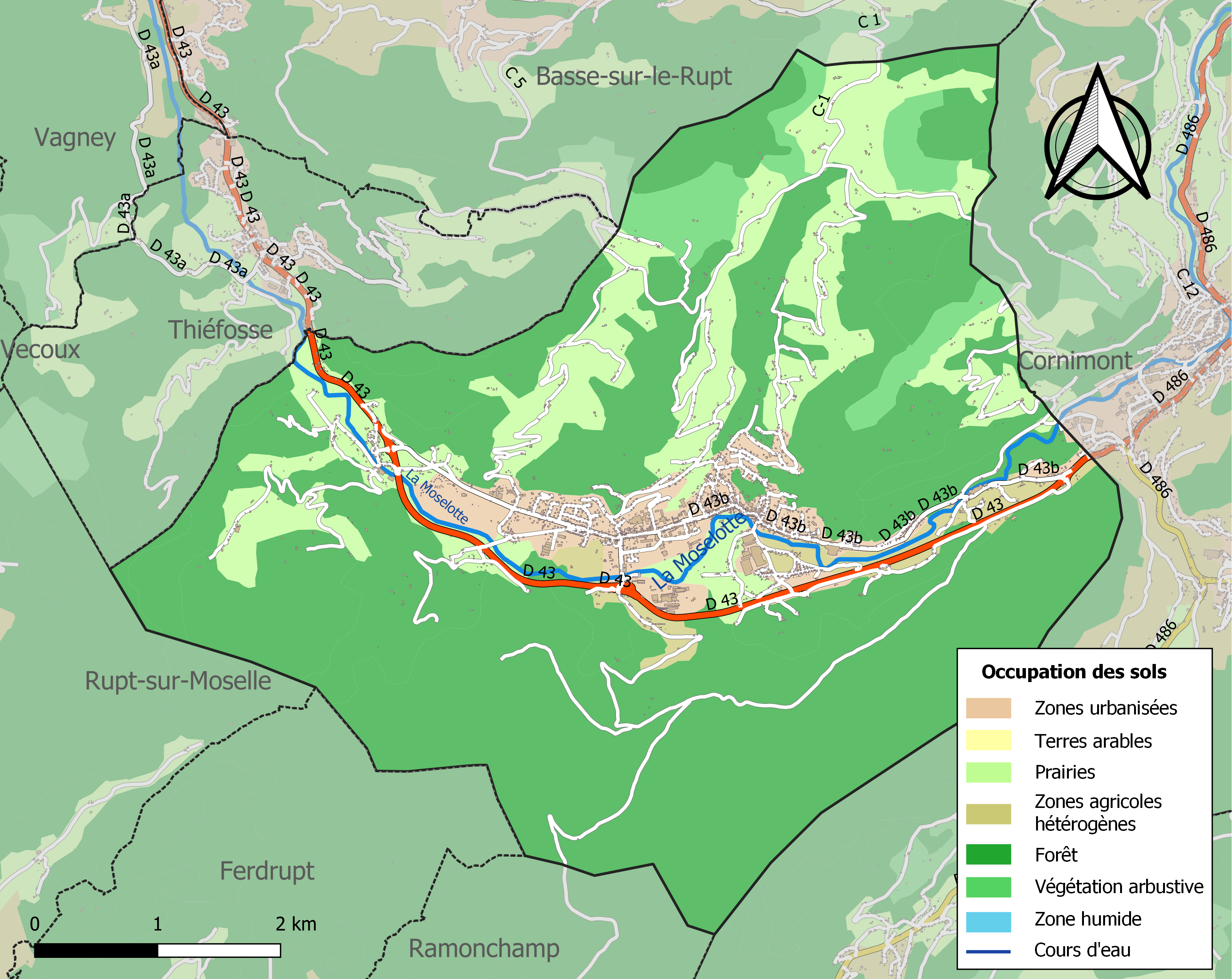
Carte des infrastructures et de l'occupation des sols de la commune en 2018 (CLC).

### Voies de communications et transports

#### Voies de circulation
Les voies de communication directe avec les vallées voisines sont peu pratiques, comme le col de Morbieux (791 m) vers Ramonchamp au sud, ou ceux de la Burotte (791 m) et du Haut des Hayes (885 m) au nord. Le point culminant est le Haut du Roc, à 1 015 m, éminence partagée avec la commune de Basse-sur-le-Rupt où elle atteint 1 014 m. Le centre de la commune profite d'un endroit où la vallée de la Moselotte s'élargit, la rivière s'y écoulant entre 493  et   430 m.
Sur un parcours de 53 km, la voie verte des Hautes-Vosges traverse la commune en utilisant l'emprise de l'ancienne voie ferrée de la ligne de Remiremont à Cornimont.

#### Transports en commun
Des lignes d'autocar régulières desservent l'ensemble des villages de la vallée,.
La gare SNCF la plus proche est la gare de Remiremont.
L'aéroport le plus proche est l'aéroport international de Bâle-Mulhouse-Fribourg.

## Toponymie
Le nom de la localité est attesté sous les formes Widricus Salsuriensis (1152) ; Saxures (1288) ; Sauxures, Sauxueres (XIVe siècle) ; De Sauzuriis, Sauxuriis (1402) ; De Saxuriis (1414) ; Salsures (1428) ; Sassures (1430) ; Saulsure (1518) ; Saulxures (XVIe siècle) ; Saussure, « … fait partie de la communauté de la Poirie, ban de Vagney » (1711) ; Salsuriæ (1768) ; Saulxure (1779) ; Saussure en Vôges (XVIIIe siècle) ; Sauxurres (1790.

Issu de salsus ou de salsa, dérivé de sel. Le vieux haut germanique employait sulza pour désigner l'eau salée. Les sources et les mines de sel gemme ont donné les toponymes Saulxures, pluriel du latin salsura « salage, saumure » qui avait dû prendre le sens de « source salée, mine de sel gemme ».

La Lorraine est une région riche en sel, Saulxures-sur-Moselotte rappelle les mines proches de sel gemme.
La Moselotte est une rivière française du département des Vosges, dans l'ancienne région Lorraine, dans la nouvelle région Grand Est.

## Histoire

### Le chemin monastique et les premières colonies
Inhabitée avant le VIIe siècle, la haute vallée de la Moselotte fut d'abord empruntée au Moyen Âge pour relier les monastères de Remiremont et de Munster. Petit à petit, des colonies se fixèrent sur ce trajet. Le lieudit Bois des Dames rappelle les promenades des chanoinesses de Remiremont.
La première trace écrite de la commune remonte à 910, elle est consignée dans une note desdites chanoinesses. Après avoir fait partie du ban de Vagney, la paroisse de Saulxures voit le jour en 1345.

### La tradition des Kyriolés
Jusqu’à la Révolution, tous les lundis de Pentecôte, huit paroisses dépendant du chapitre (Dommartin-lès-Remiremont, Ramonchamp, Rupt-sur-Moselle, Saint-Amé, Saint-Nabord, Saint-Étienne, Saulxures-sur-Moselotte et Vagney) envoyaient des jeunes filles qui se présentaient à l’église de Remiremont et y entonnaient des cantiques en français appelés kyriolés,.

### Révolution française
À la Révolution, en 1790, Saulxures fut placée dans le canton de Cornimont et le district de Remiremont. Par arrêté consulaire du 26 ventôse an XI, le chef-lieu du canton fut transféré à Saulxures. Jadis Saussures en Vosges, la commune prit son nom actuel en 1867.

### La Moselotte, vallée industrielle
L’abondance d’une eau pure, propice au blanchiment des écrus a permis au XVIIIe siècle et surtout fin XIXe siècle, l’implantation des premiers ateliers de filature et tissage. Les filature et tissages, les plus anciennes usines textiles du département, ont été fondées à Saulxures-sur-Moselotte, en 1825, par Jean-Thiébaut Géhin.
Si la filière textile de la région s’est orientée vers le haut de gamme et notamment par des productions de linge de maison en damassé et tissus d’ameublement fabriqués par des grandes marques, la spécialiste du tissu écru, FTS, labellisée Vosges Terre Textile s’est, elle, tournée vers la production de tissus techniques, destinés notamment à l’industrie automobile en exportant plus de 90 % de sa production vers l’Allemagne.

## Politique et administration

### Découpage territorial

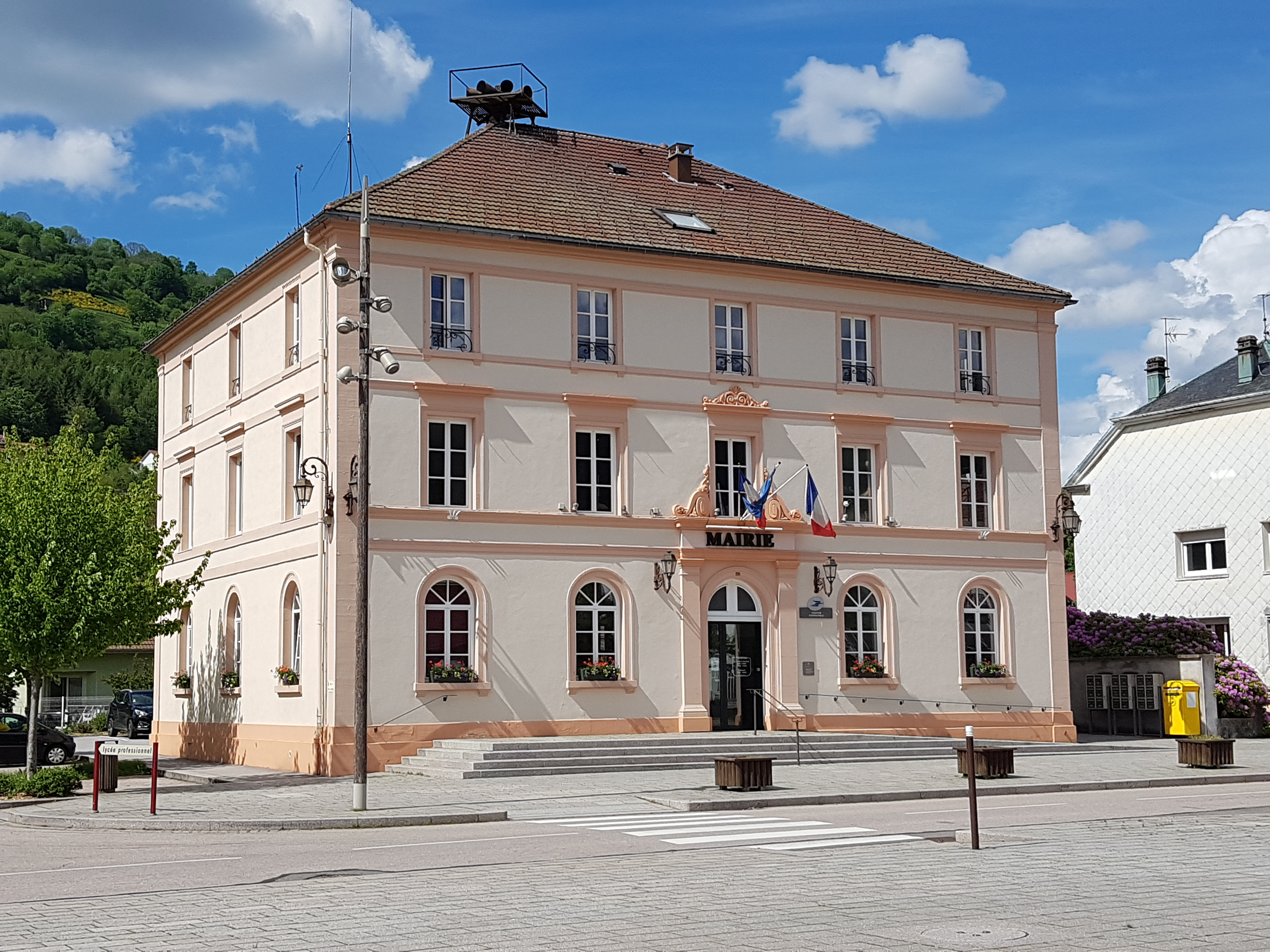
La mairie de Saulxures.

Jusqu'en 2015, le canton de Saulxures-sur-Moselotte regroupait dix communes d'une population totale - en 2009 - de 19 228 habitants : Basse-sur-le-Rupt, La Bresse, Cornimont, Gerbamont, Rochesson, Sapois, Saulxures-sur-Moselotte, Thiéfosse, Vagney et Ventron. Depuis, il a été intégré dans le canton de La Bresse.
Par arrêté préfectoral du 15 septembre 2023, la commune est retirée le 1er janvier 2024 de l'arrondissement de Saint-Dié-des-Vosges et rattachée à l'arrondissement d'Épinal.

### Tendances politiques et résultats
Entre 1965 et 1995, aucun maire sortant n'a été réélu.

### Jumelages
- Hamoir-sur-Ourthe (Belgique) depuis 1961, ville de la Province de Liège.
- Wenigumstadt (Allemagne) depuis 1997, quartier de la ville de Großostheim dans l'arrondissement d'Aschaffenbourg, au nord-ouest de la Bavière.

### Budget de la commune et fiscalité locale 2011-2021
Les comptes 2011 à 2021 de la commune s’établissent comme suit, :
| Postes                                            | 2011    | 2012    | 2013    | 2014    | 2015    | 2016    | 2017    | 2018    | 2019    | 2020    | 2021    |
| ------------------------------------------------- | ------- | ------- | ------- | ------- | ------- | ------- | ------- | ------- | ------- | ------- | ------- |
| Produits de fonctionnement                        | 3 225 € | 3 256 € | 3 251 € | 3 246 € | 3 639 € | 3 291 € | 3 227 € | 3 281 € | 3 608 € | 3 543 € | 3 402 € |
| Charges de fonctionnement                         | 2 129 € | 2 262 € | 2 202 € | 2 365 € | 2 325 € | 2 730 € | 2 677 € | 2 650 € | 2 711 € | 2 631 € | 3 045 € |
| Ressources d’investissement                       | 2 341 € | 2 092 € | 1 952 € | 1 835 € | 1 736 € | 1 396 € | 1 169 € | 1 321 € | 1 633 € | 3 042 € | 1 093 € |
| Emplois d’investissement                          | 2 722 € | 1 911 € | 1 154 € | 2 020 € | 1 312 € | 1 057 € | 1 518 € | 914 €   | 1 725 € | 1 741 € | 1 421 € |
| Dette                                             | 2 125 € | 2 258 € | 2 162 € | 2 446 € | 2 156 € | 1 867 € | 1 951 € | 2 139 € | 2 757 € | 2 526 € | 2 640 € |
| Source : Ministère de l’Économie et des Finances. |         |         |         |         |         |         |         |         |         |         |         |

| Postes                                                                                    | en milliers d’euros | en euros par habitant | Moyenne de la strate |
| ----------------------------------------------------------------------------------------- | ------------------- | --------------------- | -------------------- |
| Taxe d’habitation (y compris THLV) : taux voté : 19,69 %                                  | 400 €               | 153 €                 | 420 €                |
| Taxe foncière sur les propriétés bâties : taux voté : 40,61 %                             | 2 301 €             | 878 €                 | 1 314 €              |
| Taxe foncière sur les propriétés non bâties : taux voté : 28,05 %                         | 70 €                | 27 €                  | 32 €                 |
| Taxe additionnelle à la taxe foncière sur les propriétés non bâties : taux voté : 38,75 % | 6 €                 | 2 €                   | 4 €                  |
| Cotisation foncière des entreprises : taux voté : 20,44 %                                 | 509 €               | 194 €                 | 395 €                |
| Source : Ministère de l’Économie et des Finances:                                         |                     |                       |                      |

Montant total des dettes dues par la commune : 2 640 000 € pour 2 620 habitants, soit 1 008 € par habitant.
Chiffres clés Revenus et pauvreté des ménages en 2021 : Médiane en 2021 du revenu disponible, par unité de consommation : 19 180 €.

## Économie

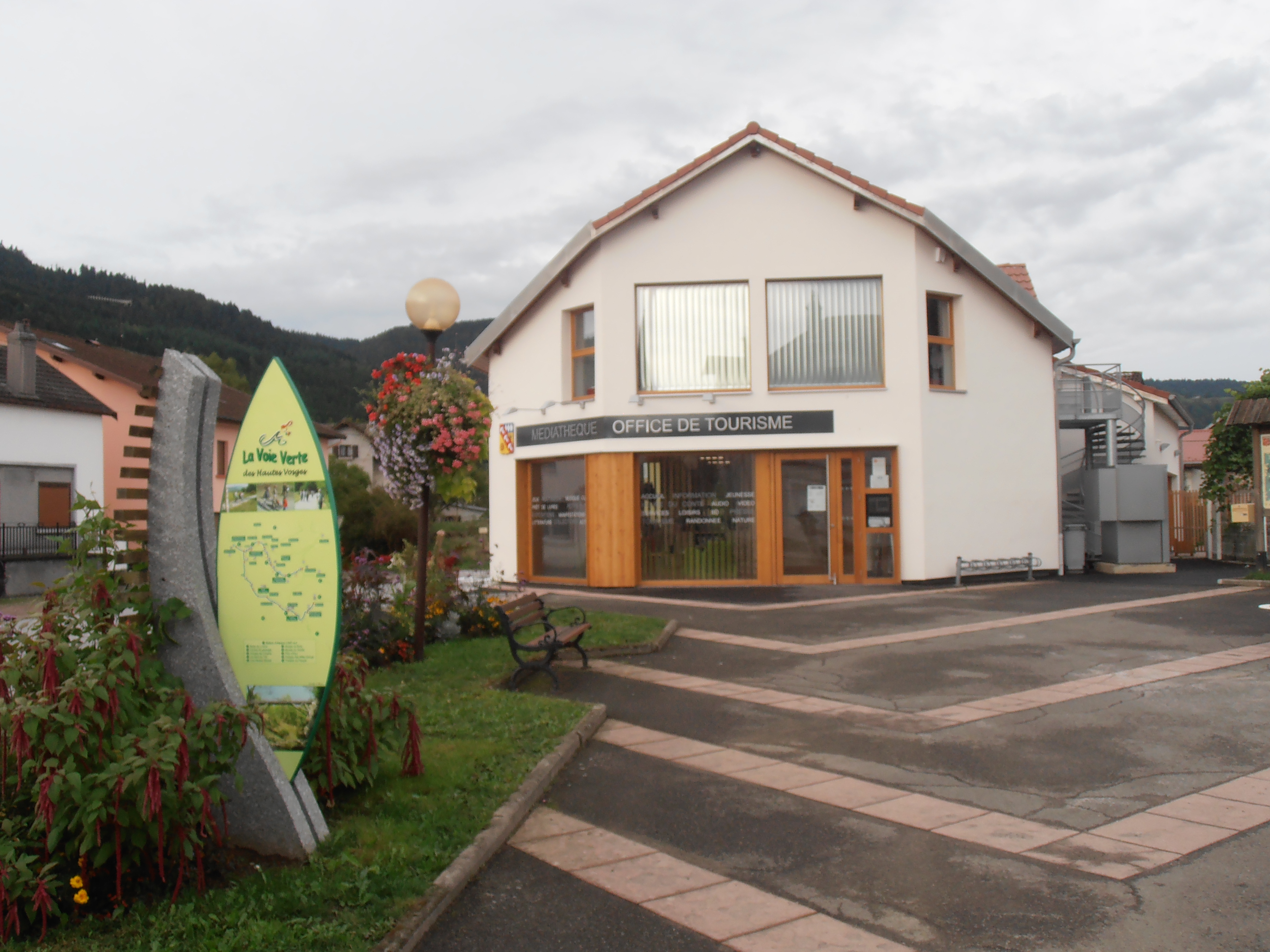
Office de tourisme intercommunal de la Communauté de communes des Hautes Vosges.

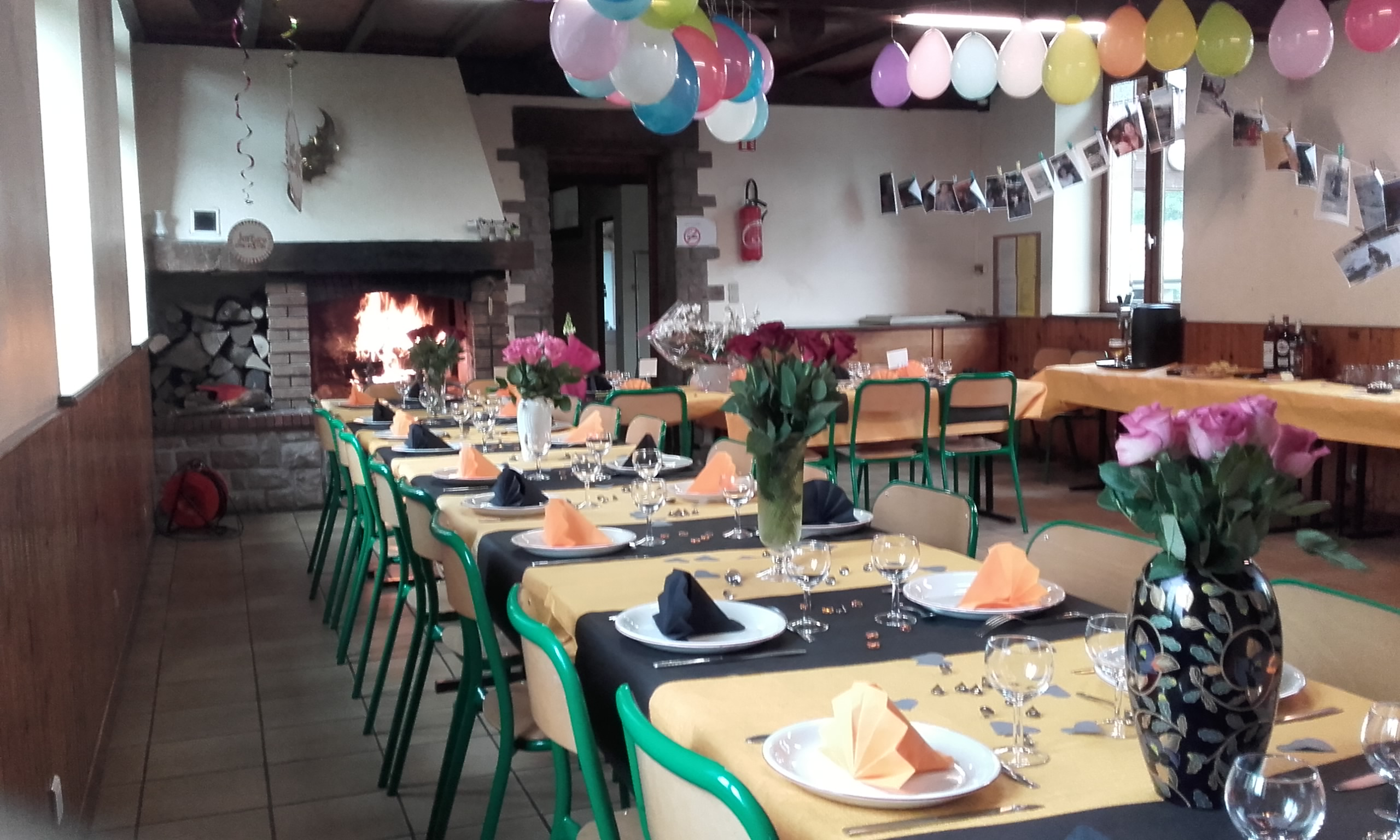
Gîte des Récés du Club vosgien.

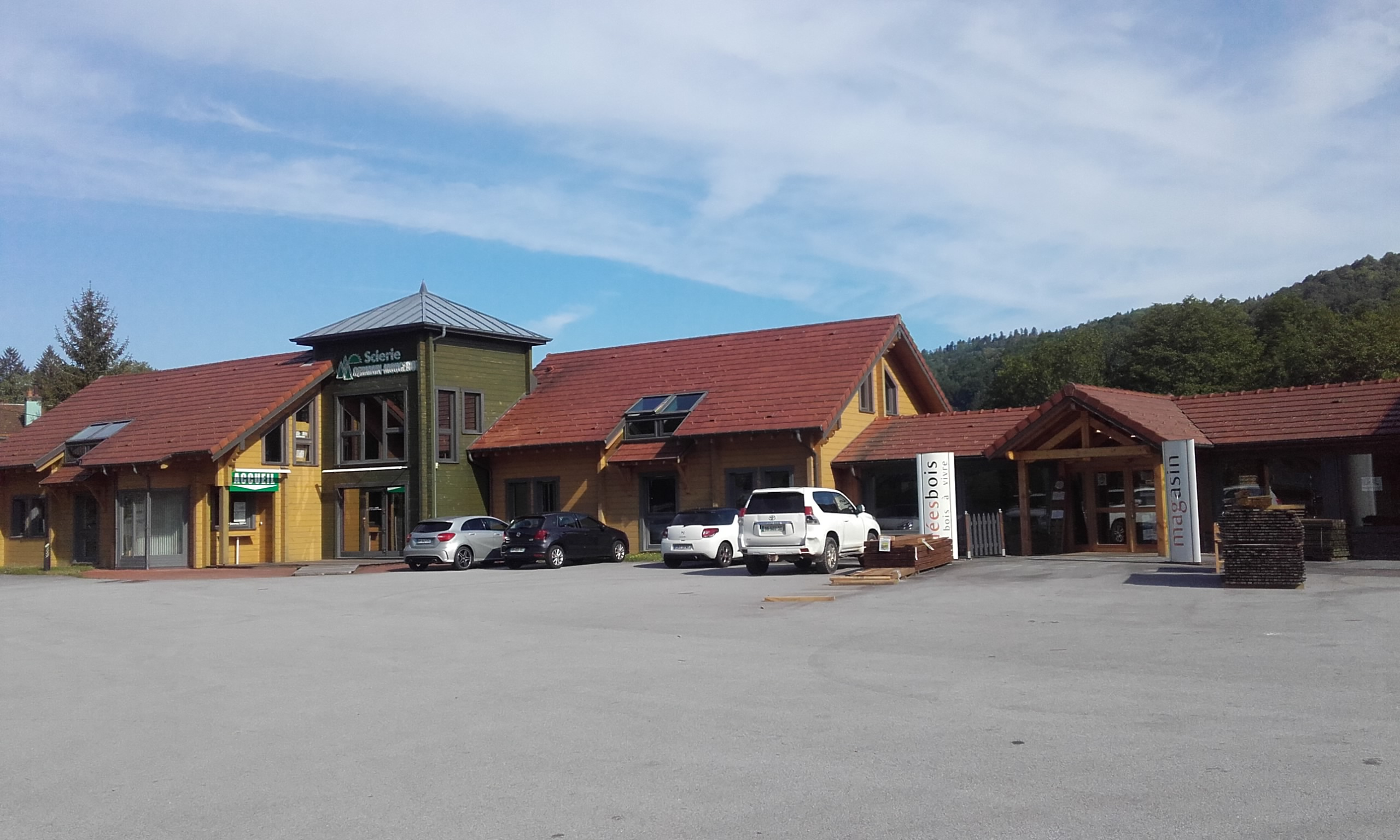
Scierie Germain-Mougenot : Idées bois.

### Entreprises et commerces
Longtemps vouée à l'agriculture vivrière, à l'industrie du bois et du granit, Saulxures connut une forte expansion à la fin du XIXe siècle grâce l'implantation d'usines textiles. Plusieurs vagues d'immigration ont soutenu cette évolution, alsacienne après la défaite de 1871, italienne au début du XXe siècle, portugaise dans les années 1960. La crise du textile valut à Saulxures de perdre son hégémonie locale au bénéfice de La Bresse.

#### Agriculture
- Produits fermiers,
- Miel de montagne.

#### Tourisme
- Office de tourisme[48]. La commune cherche désormais à s'orienter vers le tourisme :
  - par l'aménagement et les équipements du lac artificiel et de sa base de loisirs[35],
  - les hôtels, restaurants et les gîtes,
  - le musée du bois,
  - la Voie verte des Hautes-Vosges,
  - les sentiers de randonnées balisés par le Club vosgien,
  - les piscines à Vagney, La Bresse et Gérardmer
  - les sports d'hiver à La Bresse, Gérardmer, Ventron...

#### Commerces et artisanat
- Scierie Germain-Mougenot[49]. Le Président de la République Emmanuel Macron s'est rendu sur le site de la scierie le 18 avril 2018[50], la plus importante de la Lorraine, et aussi l'une des 10 plus grosses scieries de France[51],
- Commerces de proximité : Boulangeries-pâtisseries,
- Services couture et broderie, salons coiffure,
- Garage, station service, agence immobilière, opticien...

## Population et société

### Démographie

#### Évolution démographique
L'évolution du nombre d'habitants est connue à travers les recensements de la population effectués dans la commune depuis 1793. Pour les communes de moins de 10 000 habitants, une enquête de recensement portant sur toute la population est réalisée tous les cinq ans, les populations de référence des années intermédiaires étant quant à elles estimées par interpolation ou extrapolation. Pour la commune, le premier recensement exhaustif entrant dans le cadre du nouveau dispositif a été réalisé en 2008.

En 2022, la commune comptait 2 537 habitants, en évolution de −3,76 % par rapport à 2016 (Vosges : −2,96 %, France hors Mayotte : +2,11 %).
| 1793  | 1800  | 1806  | 1821  | 1831  | 1836  | 1841  | 1846  | 1856  |
| ----- | ----- | ----- | ----- | ----- | ----- | ----- | ----- | ----- |
| 1 931 | 2 020 | 2 128 | 2 068 | 2 503 | 2 606 | 3 094 | 3 581 | 4 110 |

| 1861  | 1866  | 1872  | 1876  | 1881  | 1886  | 1891  | 1896  | 1901  |
| ----- | ----- | ----- | ----- | ----- | ----- | ----- | ----- | ----- |
| 4 024 | 3 744 | 3 757 | 3 635 | 3 439 | 3 460 | 3 294 | 3 420 | 3 507 |

| 1906  | 1911  | 1921  | 1926  | 1931  | 1936  | 1946  | 1954  | 1962  |
| ----- | ----- | ----- | ----- | ----- | ----- | ----- | ----- | ----- |
| 4 055 | 4 103 | 3 773 | 3 972 | 3 905 | 3 853 | 3 648 | 3 890 | 3 887 |

| 1968  | 1975  | 1982  | 1990  | 1999  | 2006  | 2008  | 2013  | 2018  |
| ----- | ----- | ----- | ----- | ----- | ----- | ----- | ----- | ----- |
| 3 928 | 3 794 | 3 423 | 3 211 | 3 070 | 2 864 | 2 796 | 2 721 | 2 540 |

| 2022  | - | - | - | - | - | - | - | - |
| ----- | - | - | - | - | - | - | - | - |
| 2 537 | - | - | - | - | - | - | - | - |

#### Pyramide des âges
En 2018, le taux de personnes d'un âge inférieur à 30 ans s'élève à 26,7 %, soit en dessous de la moyenne départementale (31,2 %). À l'inverse, le taux de personnes d'âge supérieur à 60 ans est de 36,1 % la même année, alors qu'il est de 31,0 % au niveau départemental.
En 2018, la commune comptait 1 227 hommes pour 1 313 femmes, soit un taux de 51,69 % de femmes, légèrement supérieur au taux départemental (51,31 %).
Les pyramides des âges de la commune et du département s'établissent comme suit.
| Hommes | Classe d’âge | Femmes |
| ------ | ------------ | ------ |
| 1,2    | 90 ou +      | 4,0    |
| 11,2   | 75-89 ans    | 17,5   |
| 19,6   | 60-74 ans    | 18,4   |
| 23,6   | 45-59 ans    | 21,9   |
| 14,5   | 30-44 ans    | 14,4   |
| 13,9   | 15-29 ans    | 10,8   |
| 16,0   | 0-14 ans     | 13,0   |

| Hommes | Classe d’âge | Femmes |
| ------ | ------------ | ------ |
| 0,8    | 90 ou +      | 2,3    |
| 8,1    | 75-89 ans    | 11,6   |
| 20,5   | 60-74 ans    | 21     |
| 21,1   | 45-59 ans    | 20,4   |
| 16,9   | 30-44 ans    | 16,2   |
| 16     | 15-29 ans    | 13,7   |
| 16,5   | 0-14 ans     | 14,9   |

### Santé

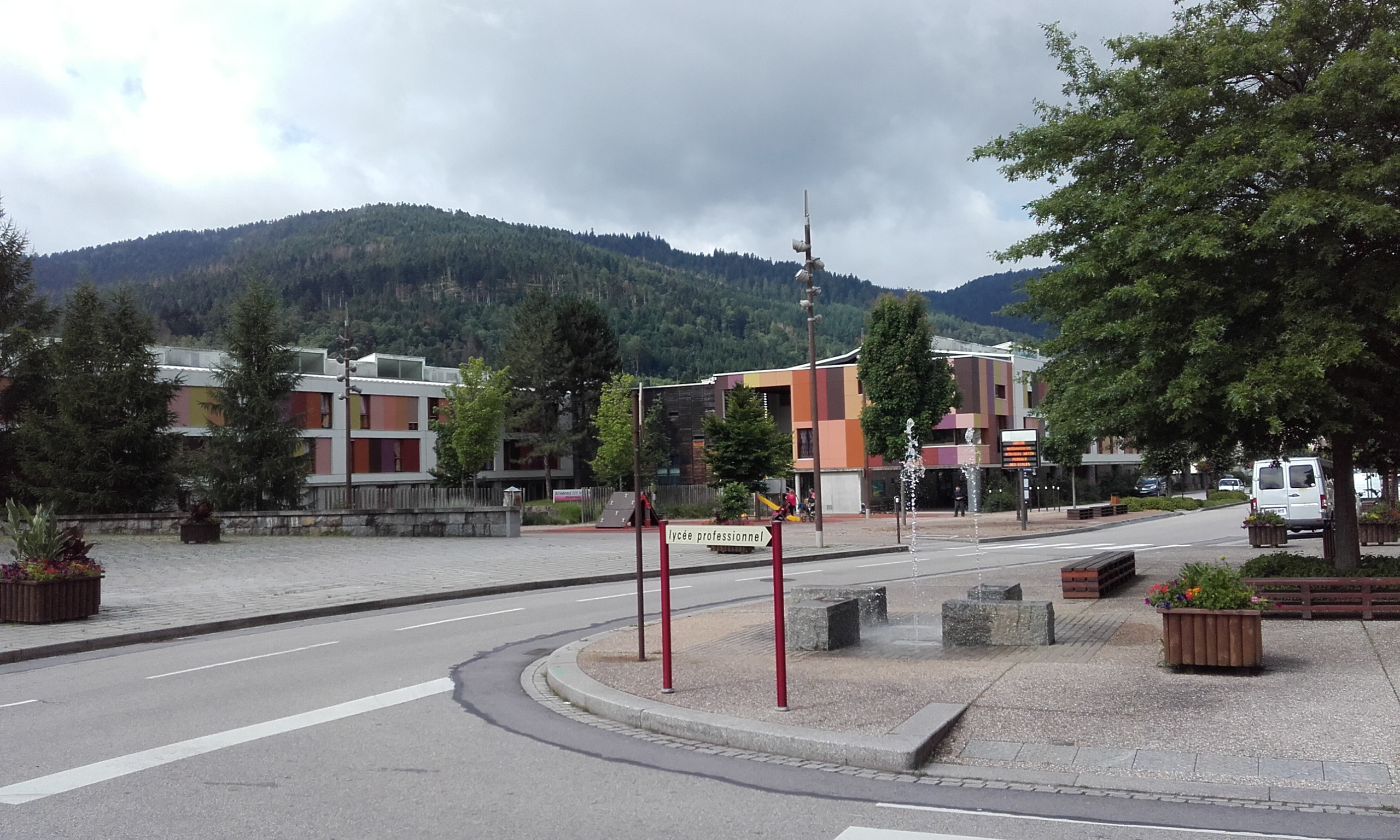
Établissement d'hébergement pour personnes âgées dépendantes (EHPAD).

La commune dispose d'un réseau de professionnels de santé assez complet :
- Trois infirmières,
- Un cabinet d'ostéopathe,
- Un chirurgien dentiste,
- Deux kinésithérapeutes,
- Un pédicure podologue,
- Deux médecins,
- Une pharmacie,
- Centre hospitalier de Remiremont.

La résidence « Les Saules » est par ailleurs un établissement d'hébergement pour personnes âgées dépendantes (EHPAD).

### Enseignement
- École maternelle Arc-en-Ciel[59].
- École primaire Jules-Ferry, utilisant les locaux de l'ancien CEG[60].
- Le lycée professionnel régional, orienté prioritairement vers les métiers du bois, ouvert en 1977[61].
- La maison familiale rurale de Basinroche.
- École intercommunale de musique, théâtre des deux vallées[62].

#### Anciens établissements
- Une école pratique d'agriculture et de laiterie fut créée en 1885. Elle ferma ses portes en 1905, transférée à Rouceux, ancienne commune du département absorbée depuis par Neufchâteau[63].
- De nombreuses autres écoles primaires existaient naguère dans les hameaux, elles ont fermé devant le manque d'élèves, successivement à Baudimont, aux Tayeux, au Rupt-de-Bâmont, aux Longènes et la dernière en 1990 aux Graviers.
- Le collège Le Géhan, du nom du massif forestier voisin, jusqu'en juin 2013. Depuis septembre 2013, les élèves rejoignent le collège Hubert-Curien de Cornimont.

### Cultes
Culte catholique à l'église Saint-Prix.
Monsieur l'Abbé Jean Belambo, curé de la Paroisse dessert les communes de Saulxures-sur-Moselotte, Thiéfosse et le Ban de Vagney (Vagney, Rochesson, Planois).

### Manifestations culturelles et festivités
- Feux d'artifice sur le lac à la mi-juillet.
- FESTI'LAC festival de musique reggae, la 2e édition s'est déroulée les 24 et 25 août 2018.
- Foire de la vache de race vosgienne fin juillet.
- Confrérie de la Framboise Saulxuronne[66] : chapitre annuel le quatrième dimanche de juillet.
- Course des Chamois,appelé depuis 2018 Trail des 6 Communes, épreuve de course à pied en montée.
- Championnats de pêche à la mouche. sur le Réservoir du Lac de la Moselotte

### Réseau associatif sur la commune
Les habitants bénéficient d'un réseau associatif très actif avec 36 associations couvrant les domaines culturels, sportifs, patrimoniaux : * Association pour la promotion de la culture; * Société des fêtes Saulxures-sur-Moselotte; Orchestre de rue Saulxuron Sol'Sur Party'Song; * Association VTT Loisirs nature; * Football-club; * Tennis-club; * Judo-club...

## Culture locale et patrimoine

### Lieux et monuments

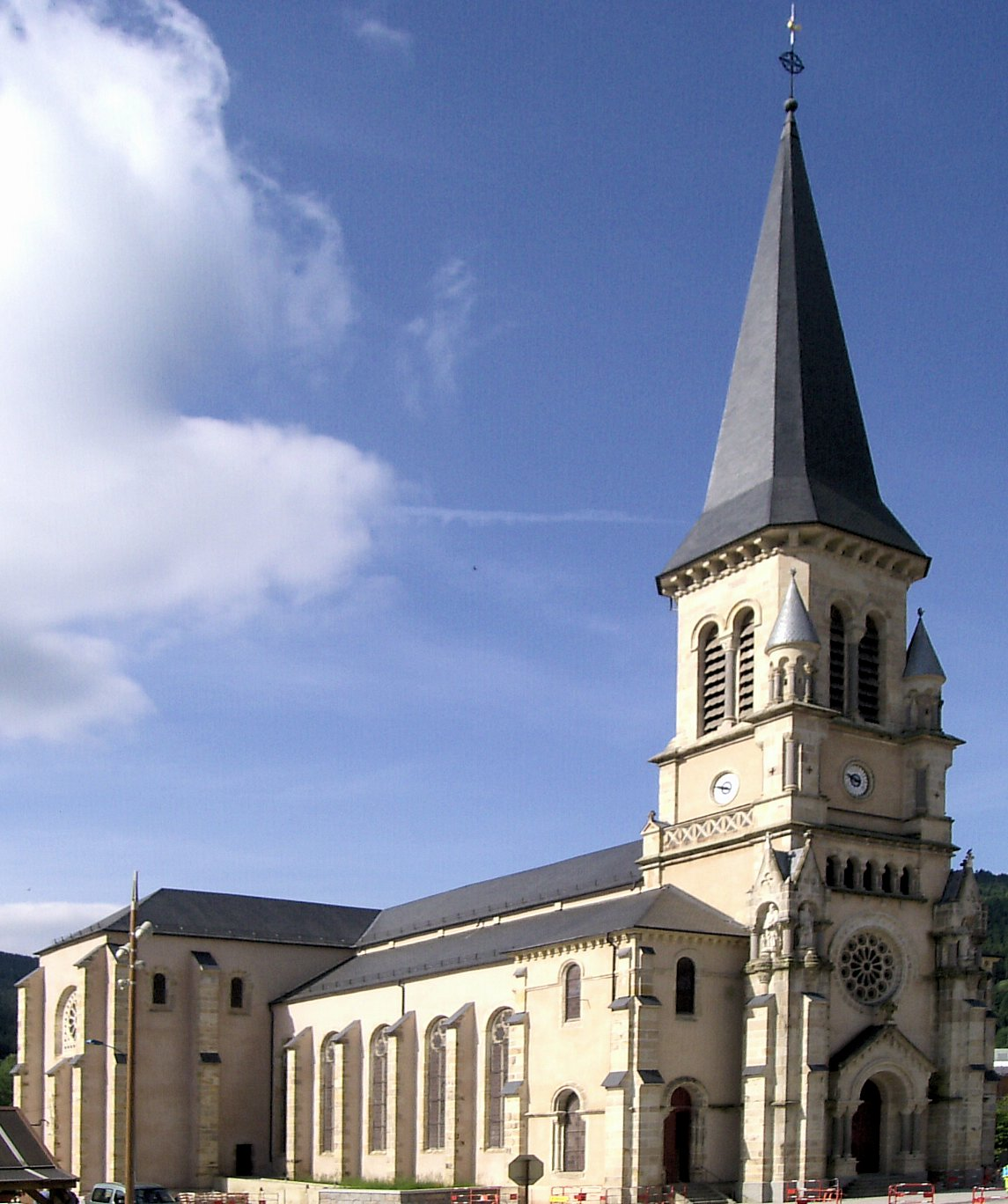
L'église Saint-Prix.
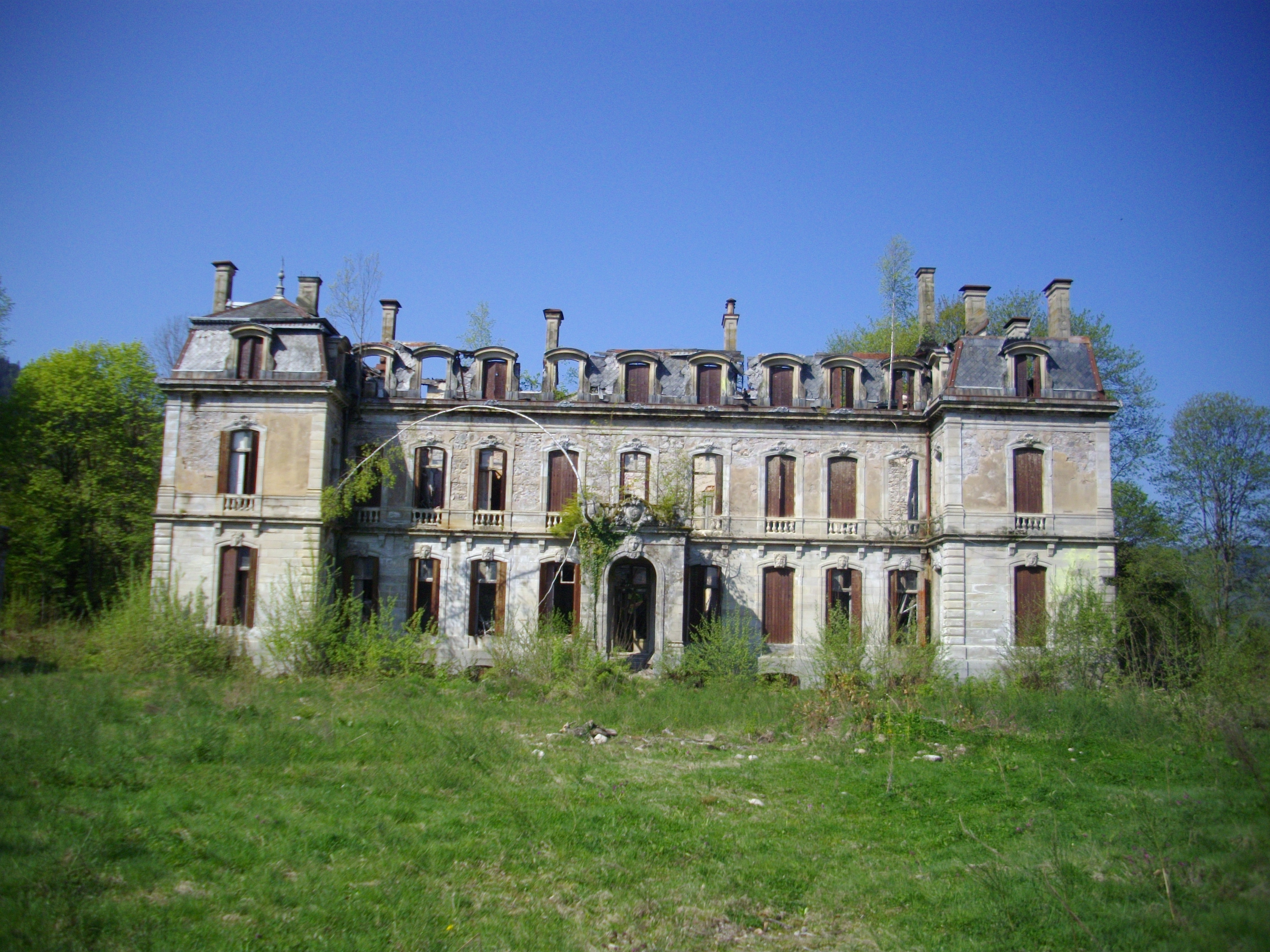
Le château avec le site débroussaillé.
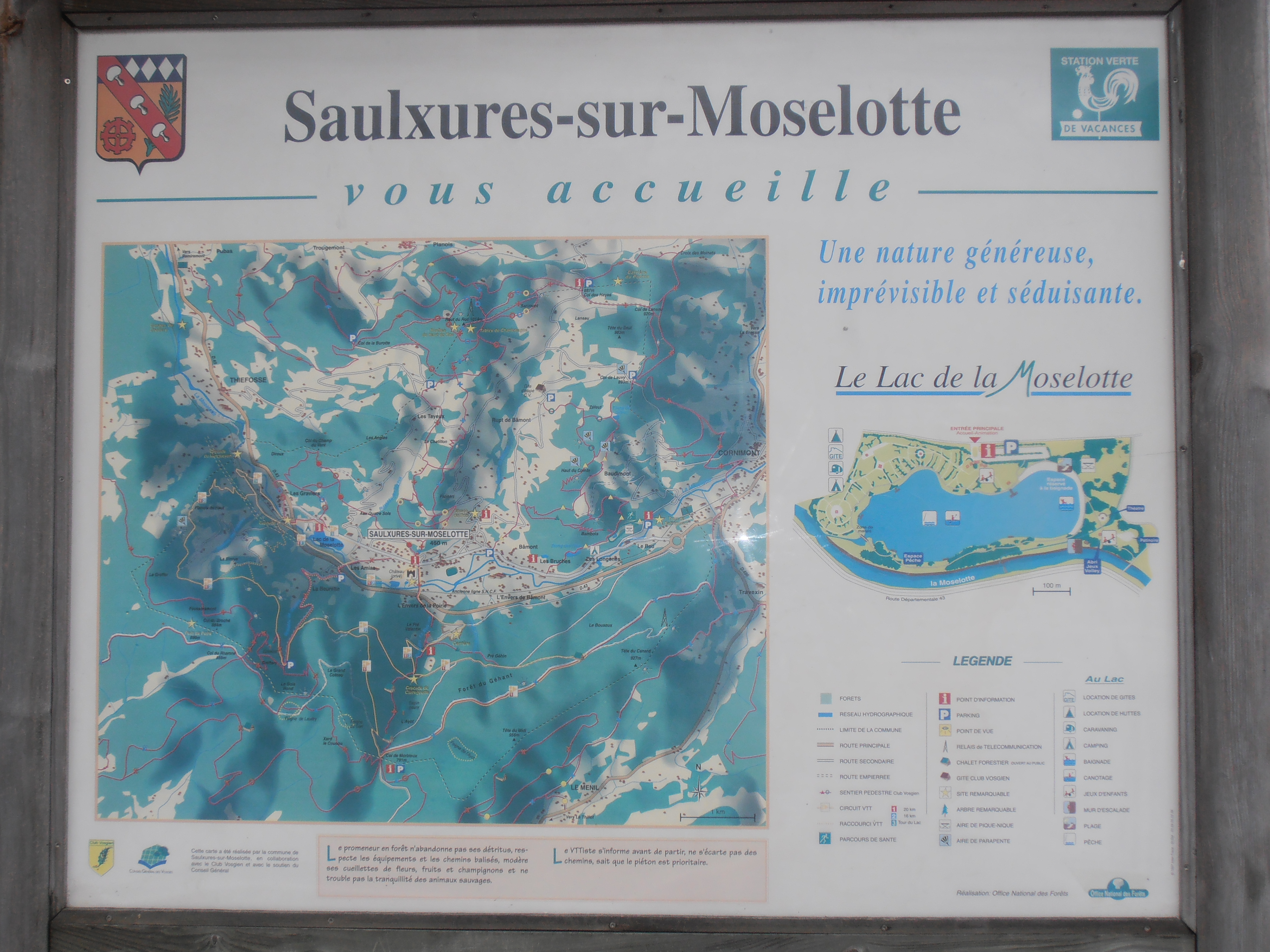
Carte de la base de loisir et ses environs.
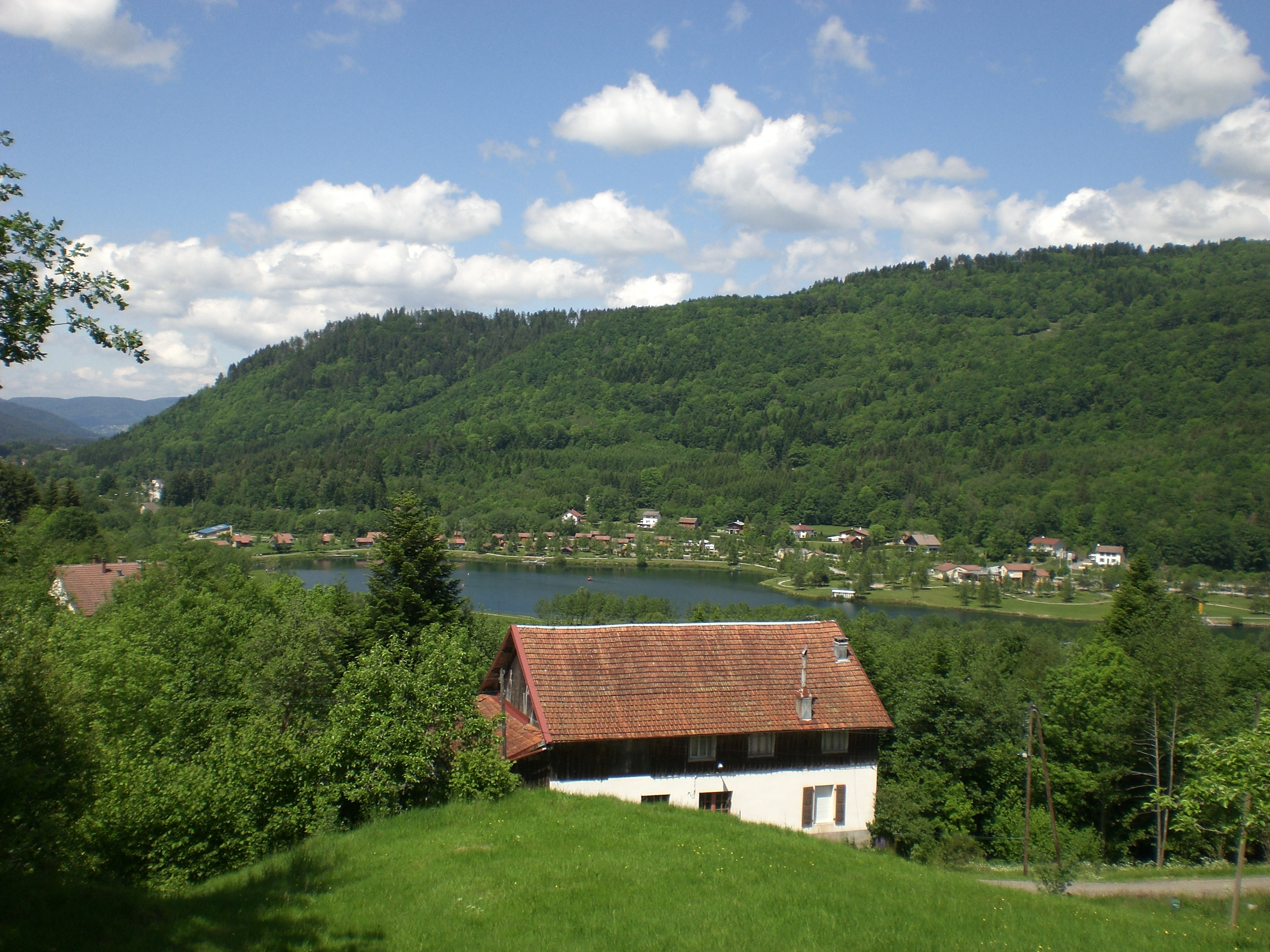
Lac et base de loisir.

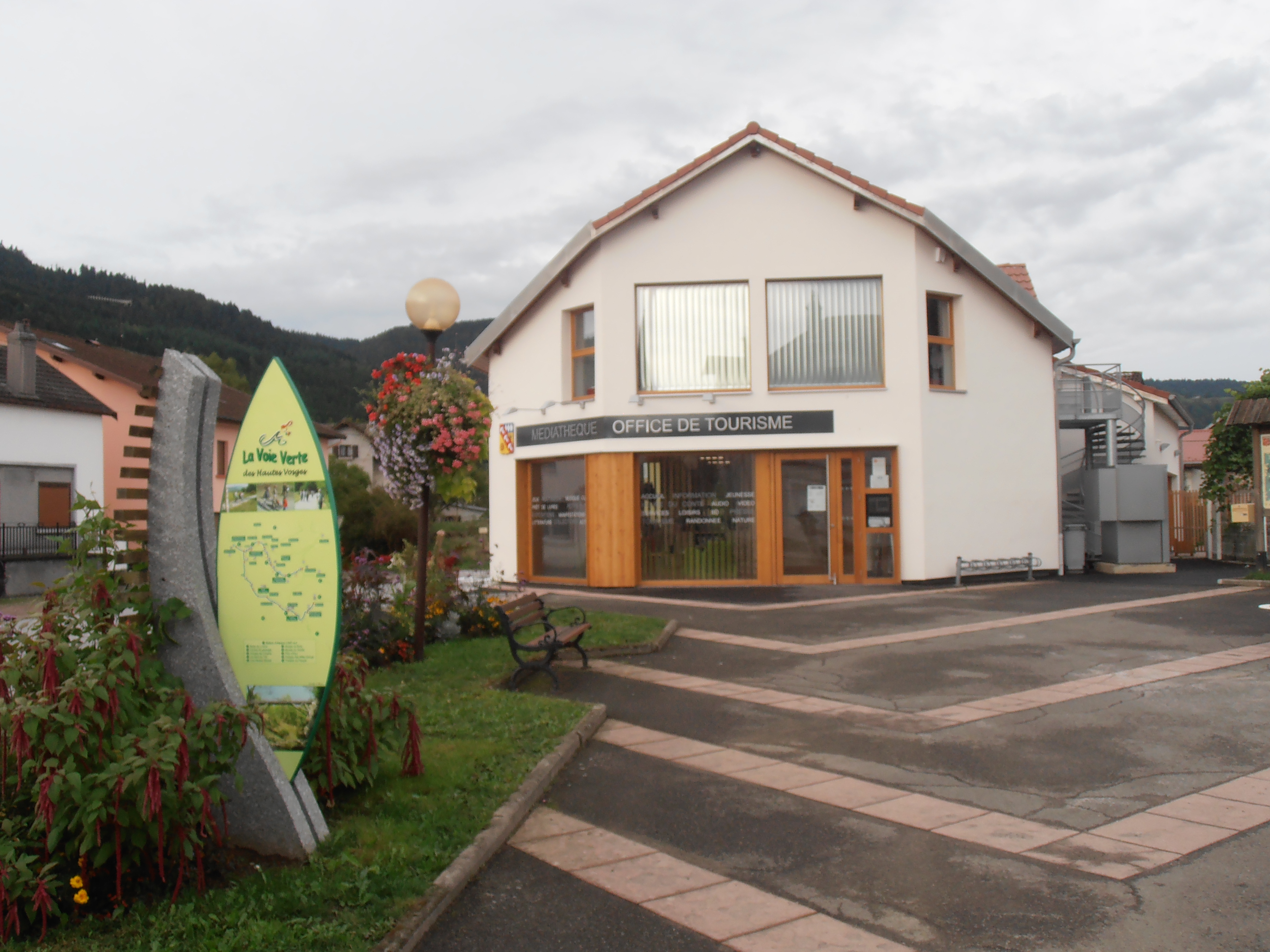
Office de tourisme réaménagé et modernisé.
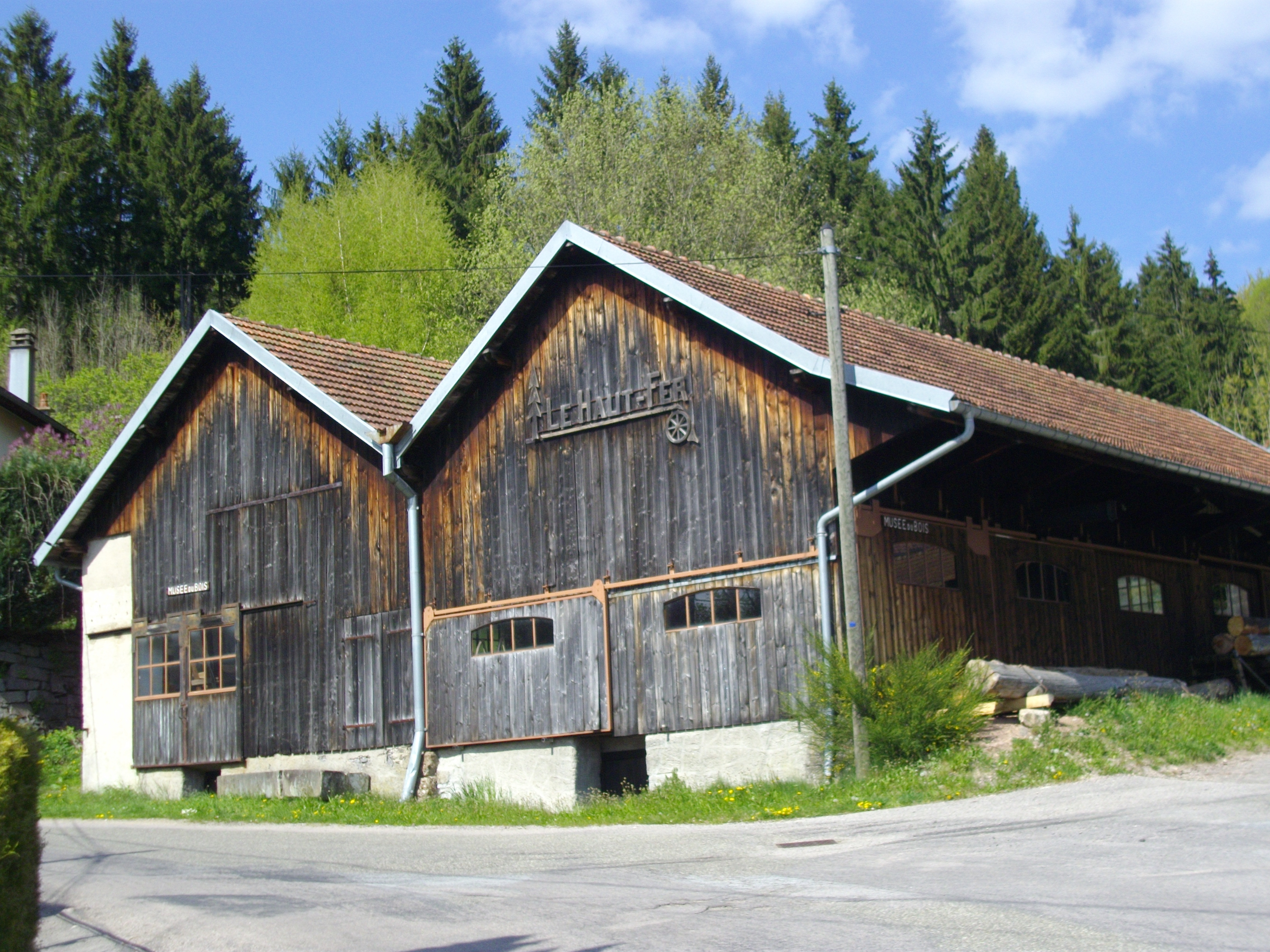
Musée du Bois[69].
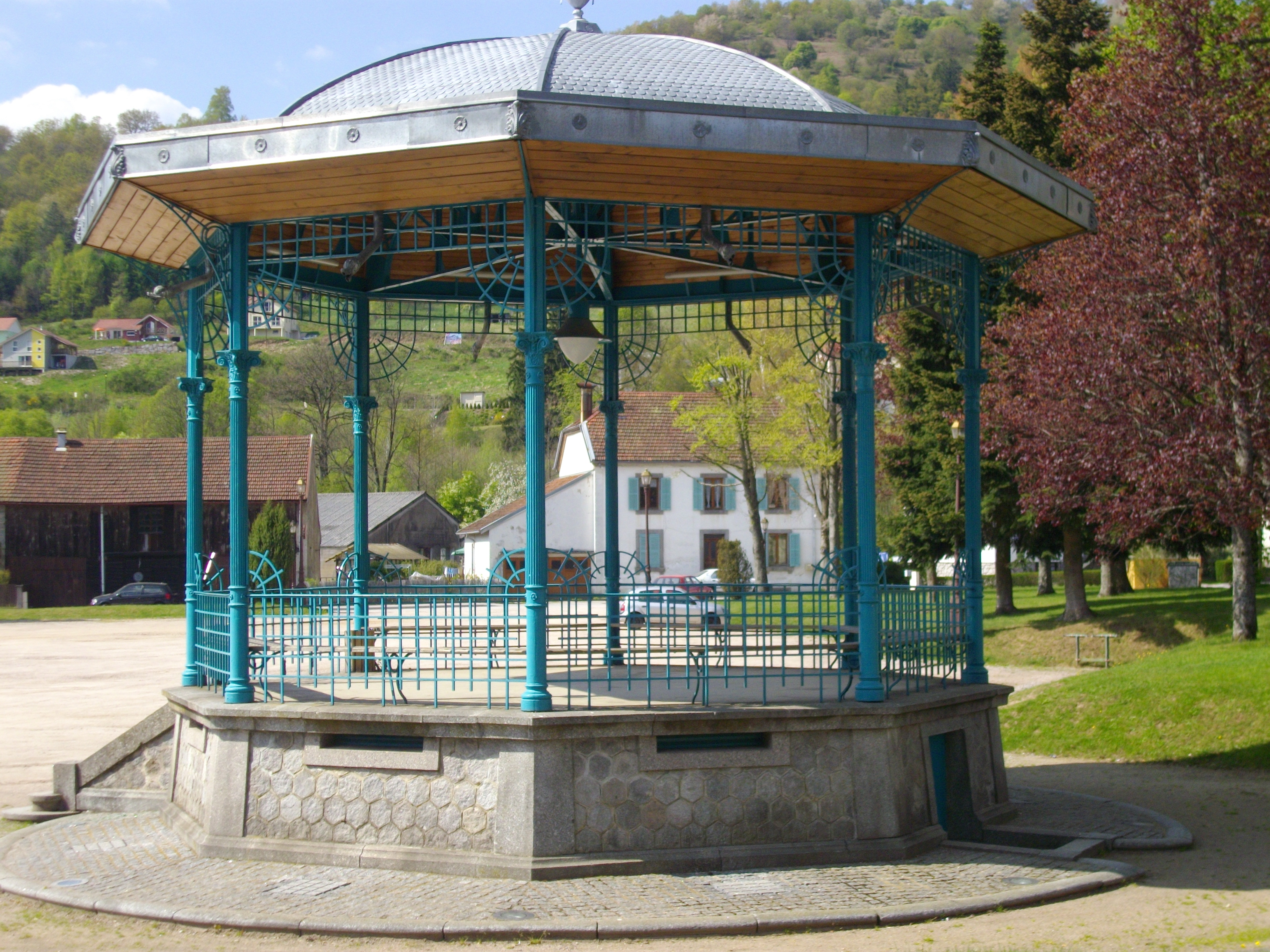
Kiosque de la place.
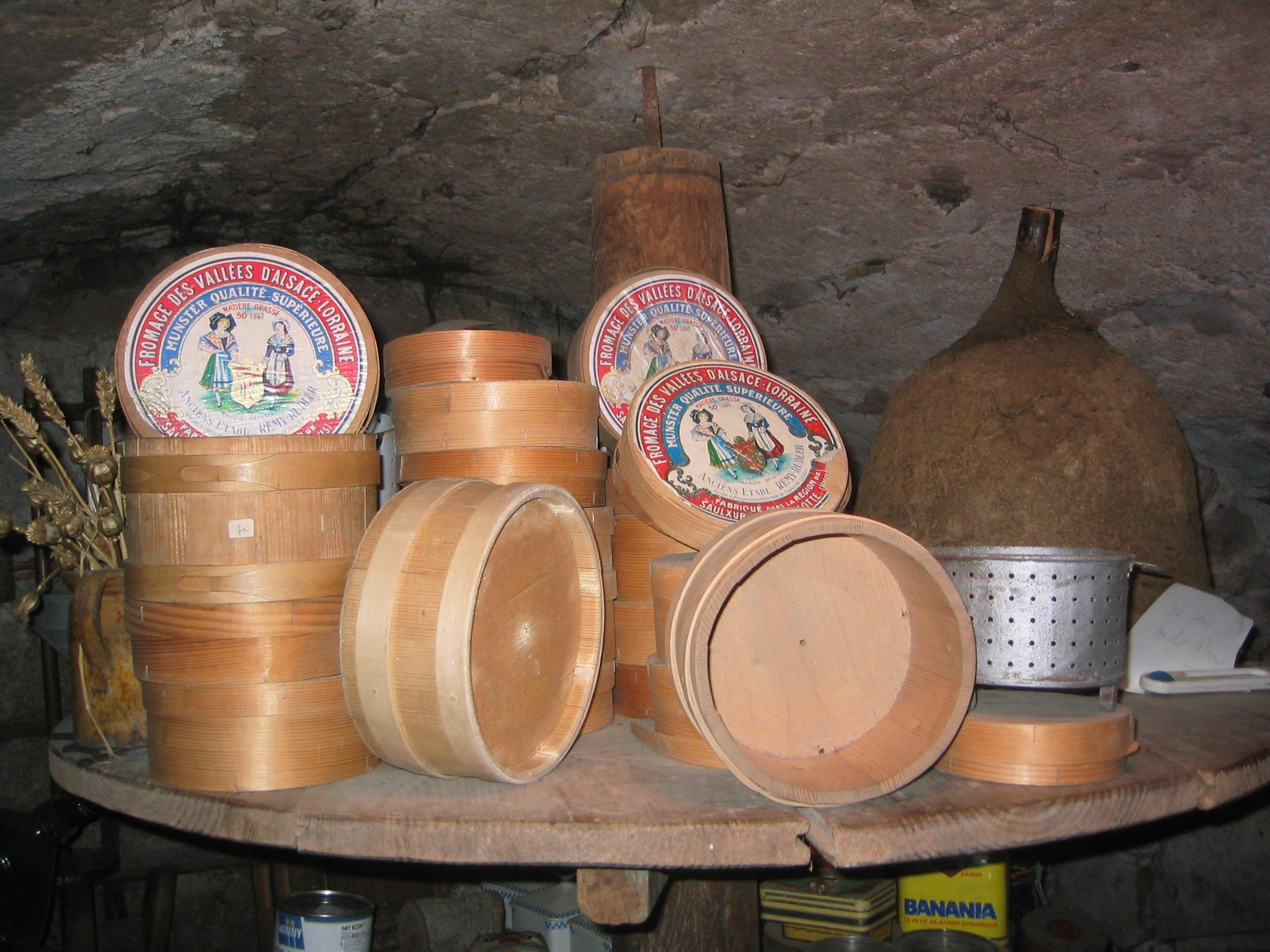
Munster de la région.

#### Patrimoine civil
- Château, surnommé le Versailles vosgien, construit entre 1854 et 1861 et aujourd'hui en partie ruiné. Les façades, toitures et dépendances du château sont inscrites sur l’inventaire supplémentaire des monuments historiques, par arrêté du 21 décembre 1984[70].

- Maison de la Forêt et du Bois des Vosges[71],[72]. Cette ancienne scierie équipée d'un haut-fer (scie verticale) est installée sur le site hydraulique du Rupt-de-Bâmont[73],[74]. Le musée présente par ailleurs les différents métiers de la forêt et de la transformation du bois (bûcheron, débardeur, scieur, tourneur, tonnelier, sabotier, etc.)[75]
- Bosquet de la Fraternité : ce monolithe érigé en 1989 au bord de l'étang des Fées à l'occasion du bicentenaire de la Révolution française et entouré d'arbres d'essences diverses, symbolise la fédération des communes des vallées vosgiennes (Haute Moselle, Moselotte et Cleurie) autour des valeurs républicaines.

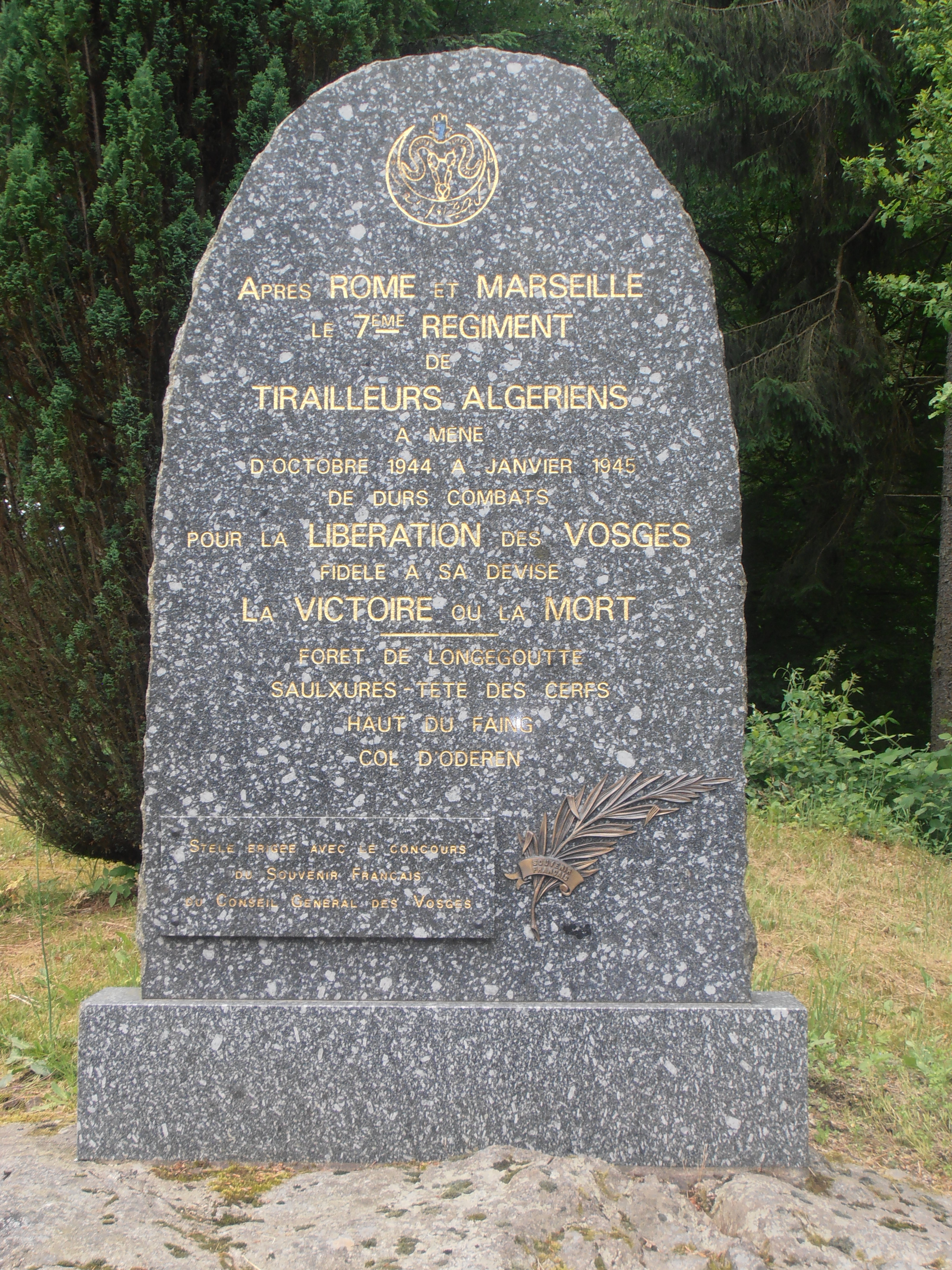
Stèle commémorant la libération du village par le 7e régiment de tirailleurs algériens.

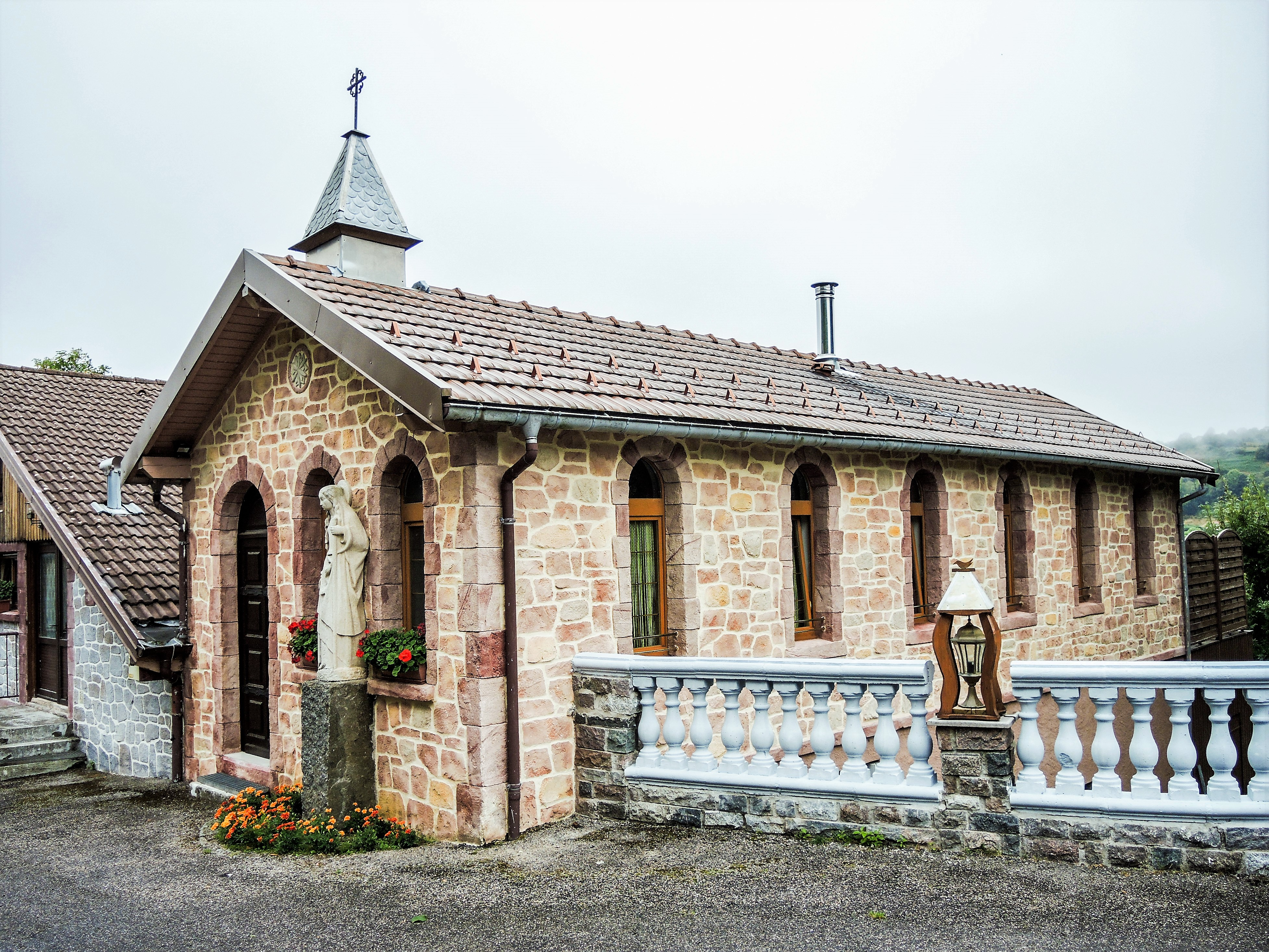
Chapelle Notre-Dame du Roc.

#### Patrimoine religieux
- Église Saint-Prix. Cette nouvelle église a été inaugurée le 26 juillet 1883, fête de la Sainte-Anne[76],[77],[78].
  - L’orgue de l’église Saint-Prix, offert par madame Géhin, membre d’une famille d’industriels de Saulxures-sur-Moselotte, construit en 1869[79],[80],[81]. La dernière restauration (un relevage) est intervenue entre 2016 et 2017[82] avec le soutien de la Fondation du patrimoine[83].
  - Les vitraux de 44 baies de l'église paroissiale, conçus par Henri Gaillemin architecte, ont été réalisés par Les Ateliers Loire entre 1952-1953[84].

- Chapelle Notre-Dame-du-Roc, au Rupt-de-Bâmont, érigée en 1953, aujourd'hui transformée en gîte[85].
- Monument aux morts[86].
- Plaque commémorative du 7e R.T.A[87].
- Les 27 croix de chemin sur la commune[88].

#### Espaces naturels
- Arboretum réalisé par l'association du patrimoine et la commune à proximité du musée du bois. Labyrinthe arboré avec 80 plants prélevés sur le territoire communal (46 essences : 14 arbres résineux, 22 arbres feuillus et 10 arbustes).
- Forêts et étangs du Bambois, site de 94 ha labellisé Natura 2000[89].
- Étang des Fées[90] d'une surface d'un hectare, lac de la Moselotte et nombreux ruisseaux : lieux de pêche très diversifiés.

Ville fleurie : Trois fleurs attribuée par le conseil national des Villes et Villages Fleuris de France au concours des villes et villages fleuris.

### Personnalités liées à la commune
- Jean-Thiébaut Géhin (1796-1843), industriel français du textile, a créé en 1825 à Saulxures-sur-Moselotte la première filature mécanique à moteur hydraulique de l'ancien arrondissement de Remiremont. Lui puis sa veuve firent construire, au total, deux filatures et deux tissages à Saulxures. Il était considéré comme l'un des industriels ayant le plus contribué, en France, par la beauté de sa toile qu'il faisait fabriquer, à donner une bonne réputation aux calicots des Vosges, déjà avantageusement connus dans le commerce. Il fut également maire de Saulxures-sur-Moselotte et conseiller général du canton durant ses douze dernières années.
- Élisabeth Géhin (1796-1878), née Mathieu, veuve du précédent. Elle administra l'important groupe textile hérité de son mari. Elle fit édifier de 1854 à 1861 un château de style Louis XV. Elle consacra deux millions de francs de l'époque pour faire bâtir et meubler ce palais de granit et de marbre, malheureusement réduit à l'abandon depuis 1972. À sa mort, elle légua à la commune 150 000 F pour la création d'un hôpital et 200 000 F pour la reconstruction de l'église paroissiale. Deux des vitraux dans le chœur de l'église représentent les deux fils d’Élisabeth Géhin : Ernest et Auguste, traduits en Ernestus et Augustus[91].
- Auguste Géhin (1833-1868), fils des précédents. Manufacturier, il fut conseiller général de 1861 à 1864.
- Nicolas Claude (1821-1888), député puis sénateur des Vosges, né à Celles-sur-Plaine (Vosges). Directeur puis propriétaire de la filature locale, il était maire de Saulxures lors de l'invasion allemande en 1870. En 1877, il épouse une nièce de Jean-Thiébaut Géhin.

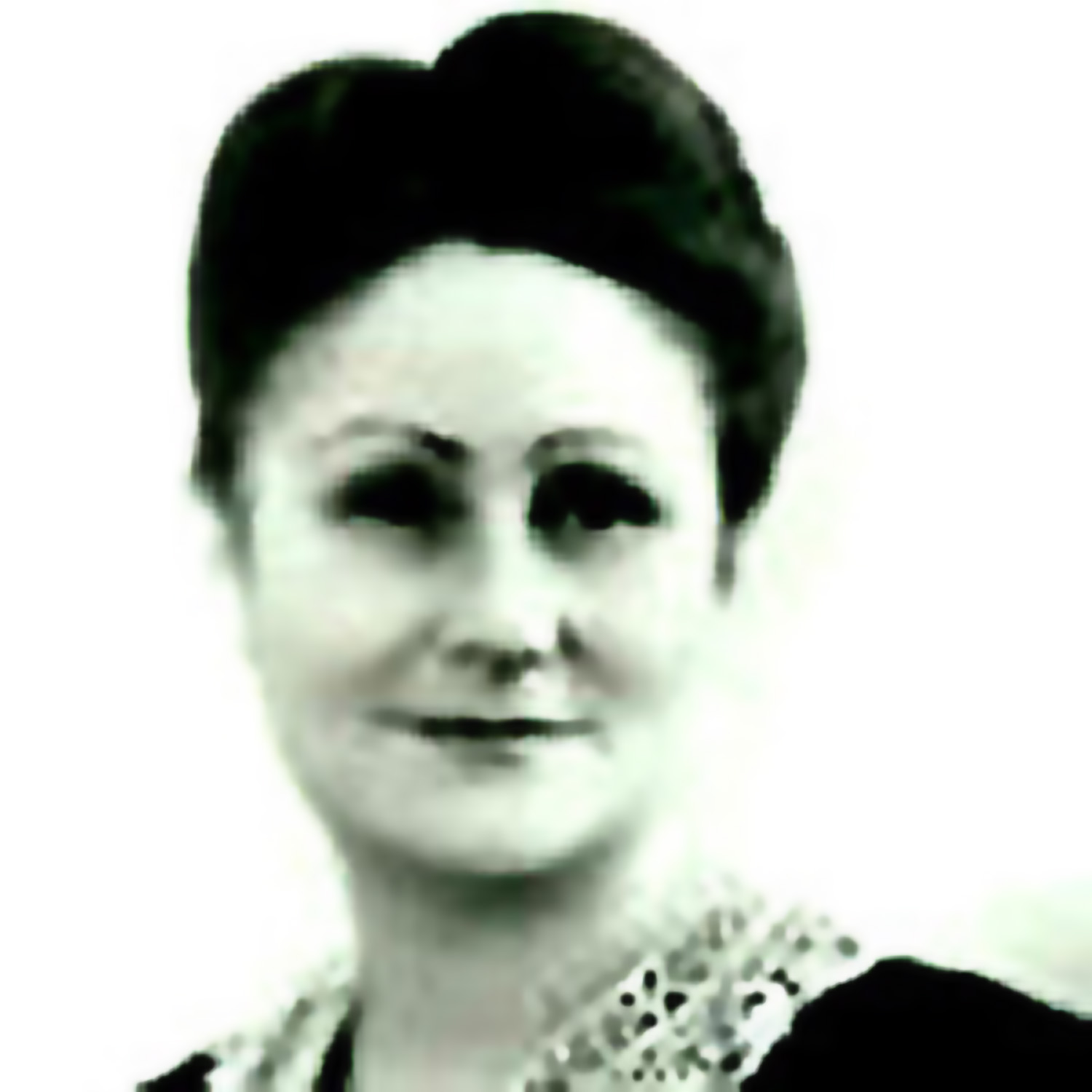
Yvonne de Komornicka.

- Louis Colin (1847-1930), journaliste et écrivain, né à Saulxures-sur-Moselotte[92].
- Marie Bussard (1864-1969), née le 16 septembre 1864 à Saulxures-sur-Moselotte, elle fut l'une des premières agrégées de France. Elle obtint l'agrégation en 1884 à 20 ans. Professeur dans plusieurs lycées et collèges, elle devint directrice d'établissement à Laon en 1898. Elle fut la professeur des filles de René Coty au Havre. Elle est morte à Marseille en septembre 1969[93].
- Henri Claudel (1884-1971), industriel fromager dans la Manche[94].
- Yvonne de Komornicka, alias Kléber (1898-1994), chef du réseau Combat du département de Vaucluse, née à Saulxures-sur-Moselotte.
- Marcel Albiser (1899-2003), chanoine, né à Saulxures-sur-Moselotte le 10 avril 1899[95],[96].
- Jean Poirot (1914-1981) né à Saulxures-sur-Moselotte, médecin neuropsychiatre, résistant et homme politique.
- Marie-Louise Mathieu, née Didierlaurent à Rochesson en 1925, décorée de la Légion d'honneur, le 6 mai 2015 par le Préfet des Vosges, pour son parcours de résistante dans les Forces françaises de l'intérieur (FFI)[97].
- Pierre Creusot, artiste aquarelliste, né à Saulxures-sur-Moselotte le 8 février 1939, et qui a vécu de nombreuses années au Tholy[98].
- Jean-Marie Cavada, né en 1940 à Épinal, ancien journaliste et homme politique français, fut élevé par une famille saulxuronne et fréquenta l'école des Graviers[99].
- Joseph Viola, né à Cornimont en 1965, meilleur ouvrier de France, restaurateur à Lyon, a passé son enfance à Saulxures-sur-Moselotte.
- Gervaise Pierson, née en 1986 à Neufchâteau, handballeuse française, a passé sa jeunesse à Saulxures-sur-Moselotte.

### Héraldique
| Blason | Blasonnement : D'or à la roue de moulin de gueules et au rameau de saule de sinople au chef d'azur à six losanges d'argent à la bande de gueules chargée de trois champignons d'argent brochant sur le tout. Commentaires : La roue de moulin rappelle l'usage traditionnel intensif de l'énergie hydraulique, le rameau de saule serait associé à une tradition religieuse, les losanges d'argent se réfèrent à l'industrie du granit et les trois champignons soulignent l'importance de la forêt en reprenant la disposition des trois alérions du blason lorrain |

## Pour approfondir